# Andrea Belotti
Andrea Belotti (20. prosinec 1993 Calcinate, Itálie) je italský fotbalový útočník, který hraje od léta 2024 za italské Como.

## Kariéra

### Klubová

#### AlbinoLeffe
Od roku 2006 působil v AlbinoLeffe, kde také odehrál první utkání za A-tým. Bylo to ve věku 18 let, 10. března 2012 proti Livornu, ve kterém vstřelil první branku, jenže porážce 4:1 nezabránil. Do konce sezony stihl odehrát ještě sedm utkání a vstřelil ještě jednu branku. Sestupu ale nezabránil. V následující sezóně odehrál 31 zápasů a vstřelil 12 branek a byl nejlepším hráčem týmu.

#### Palermo
Dne 2. září 2013, poté co ještě odehrál jeden zápas za AlbinoLeffe byl poslán na hostování do Palerma s právem koupit polovinu ceny hráče.. První utkání odehrál 24. září proti Bari. První branku vstřelil 5. října proti Brescii. Sezónu uzavřel s 10 vstřelenými brankami v lize a slavil postup do Serie A. Následujícího 18. června uplatnil klub právo na odkoupení poloviny hráčovy ceny.
V Serii A debutoval 31. srpna 2014 ve věku 20 let, jako střídající hráč proti Sampdorii (1:1). Následujícího 12. září byla hráčova cena plně vyplacena Palermem. První branku vstřelil v Neapoli (3:3) 13. prosince. V sezoně vstřelil 6 branek, když nastoupil do každého utkání a přispěl tak k 11. místu.

#### Turín
Dne 17. srpna 2015 jej koupil Turín. Poprvé skóroval 28. listopadu proti Boloni (2:0). První sezonu u býků zakončil 12 brankami. První hattrick zaznamenal 28. srpna 2016 zaznamenal opět proti Boloni (5:1). Další hattrick zaznamenal 5. března 2017 proti bývalému týmu Palermu, za pouhých sedm minut hry (3:1). Byl to také první zápas, který odehrál jako hrál jako kapitán. Sezonu zakončil 26 góly ve 35 zápasech, což mu vyneslo 3. místo v žebříčku nejlepších střelců (první Ital).
V létě 2017 byl jmenován stálým kapitánem týmu. V sezóně 2017/18 nezopakoval své střelecké výkony z předchozí sezony a vstřelil 10 branek. I tak se o něj zajímal Milán. V následující sezoně vstřelil již 15 branek a pomohl klubu dosáhnout 7. místa, což znamenal postup do EL. V ní vstřelil 6 branek ze 6 utkání (i s předkolem). V lize vstřelil 16 branek a stal se tak třetím hráčem v historii býků, který vstřelil alespoň 15 gólů ve dvou po sobě jdoucích sezónách (po Pulicim a Grazianim).
Dne 12. prosince 2020 v utkání proti Udinese, vstřelil svůj stý gól a přidal se k Baloncierimu jako osmý nejlepší střelec býků.
V sezóně 2021/22 byl jeho výkon ovlivněn zraněními. Dne 30. října 2021 vstřelil proti Sampdorii (3:0) stou branku v Serii A a stal se třetím nejmladším hráčem, kterému se to povedlo po Gilardinovi a Baggiovi. Dne 1. května vstřelil hattrick proti Empoli (1:3) a stal se tak druhým nejlepším střelcem v historii býků v Serii A. Sezónu zakončil pouze 22 ligovými zápasy a 8 góly. Po sezoně se rozhodl neprodloužit smlouvu a tak po 252 zápasech, ve kterých vstřelil 113 branek v klubu skončil.

#### Řím a Fiorentina
Dlouhé dva měsíce nenašel angažmá a tak 28. srpna 2022 raději podepsal s Římem jen roční smlouvu s možností prodloužení. První utkání odehrál jako střídající hráč 30. srpna proti Monze (3:0). První branku vstřelil 15. září, když skóroval na konečných 3:0 proti finskému HJK v EL. Sezona se mu ale nepovedla podle očekávání. V lize za 31 utkání nevstřelil branku a v EL prohrál ve finále Sevillou. Na konci sezóny však byla jeho smlouva s klubem prodloužena do roku 2025.
První branku v lize vstřelil až ve 34 utkání, 20. srpna 2023 proti Salernitaně (2:2). V lednu 2024 byl poslán na hostování do Fiorentiny. Za fialky nastoupil prvně 2. února při venkovní porážce 3:2 proti Lecce. Dne 11. února proti Frosinone (5:1) vstřelil svůj první gól. Sezonu zakončil opět prohrou ve finále EKL, když nestačil na Olympiakos.

#### Como
Dne 25. června 2024 byl oznámen přestup do Coma.

### Reprezentační
Belotti nastupoval za italské mládežnické reprezentace U19, U20 a U21. Zúčastnil se Mistrovství Evropy hráčů do 21 let 2015 konaného v České republice, kde byli mladí Italové vyřazeni v základní skupině B.
Do seniorské reprezentace byl poprvé povolán ve věku 22 let 1. září 2016 v přátelském utkání v Bari proti Francii (1:3). trenérem Venturou, který jej vedl i v Turíně. Do zápasu nastoupil jako střídající hráč. První branku vstřelil 9. října 1016 proti Makedonii.
Také nový trenér Roberto Mancini ho povolával a nominoval jej na ME 2020, kde nastoupil do šesti utkání a v semifinálovém utkání proti Španělsku proměnil penaltu v rozstřelu. Ve finále proti Anglii nastoupil do prodloužení. Utkání zvládly na penalty a on mohl tak slavit vítězství.
Zatím poslední utkání odehrál 7. června 2022 proti Maďarsku. V 44 utkání vstřelil 12 branek.

## Přestupy
- z AlbinoLeffe do Palermo za 500 000 Euro (hostování)
- z AlbinoLeffe do Palermo za 5 500 000 Euro
- z Palermo do Turín za 8 400 000 Euro
- z Turín do Řím zadarmo
- z Řím do Fiorentina za 750 000 Euro (hostování)
- z Řím do Como za 4 500 000 Euro

## Statistika

### Klubová
| Sezóna                | Klub                  | Liga                  | Liga   | Liga | Ligové poháry | Ligové poháry | Ligové poháry | Kontinentální poháry | Kontinentální poháry | Kontinentální poháry | Celkem | Celkem |
| Sezóna                | Klub                  | Soutěž                | Zápasy | Góly | Soutěž        | Zápasy        | Góly          | Soutěž               | Zápasy               | Góly                 | Zápasy | Góly   |
| --------------------- | --------------------- | --------------------- | ------ | ---- | ------------- | ------------- | ------------- | -------------------- | -------------------- | -------------------- | ------ | ------ |
| 2011/12               | AlbinoLeffe           | Serie B               | 8      | 2    | IP            | 0             | 0             | -                    | 0                    | 0                    | 8      | 2      |
| 2012/13               | AlbinoLeffe           | Lega Pro 1 Divisione  | 31     | 12   | IP            | 2             | 0             | -                    | 0                    | 0                    | 33     | 12     |
| 2013                  | AlbinoLeffe           | Lega Pro 1 Divisione  | 0      | 0    | IP            | 1             | 0             | -                    | 0                    | 0                    | 1      | 0      |
| Celkem za AlbinoLeffe | Celkem za AlbinoLeffe | Celkem za AlbinoLeffe | 39     | 14   | -             | 3             | 0             | -                    | 0                    | 0                    | 42     | 14     |
| 2013/14               | Palermo               | Serie B               | 24     | 10   | IP            | 0             | 0             | -                    | 0                    | 0                    | 24     | 10     |
| 2014/15               | Palermo               | Serie A               | 38     | 6    | IP            | 2             | 0             | -                    | 0                    | 0                    | 40     | 6      |
| 2015                  | Palermo               | Serie A               | 0      | 0    | IP            | 1             | 0             | -                    | 0                    | 0                    | 1      | 0      |
| Celkem za Palermo     | Celkem za Palermo     | Celkem za Palermo     | 62     | 16   | -             | 3             | 0             | -                    | 0                    | 0                    | 65     | 16     |
| 2015/16               | Turín                 | Serie A               | 35     | 12   | IP            | 1             | 0             | -                    | 0                    | 0                    | 36     | 12     |
| 2016/17               | Turín                 | Serie A               | 35     | 26   | IP            | 3             | 2             | -                    | 0                    | 0                    | 38     | 28     |
| 2017/18               | Turín                 | Serie A               | 32     | 10   | IP            | 3             | 3             | -                    | 0                    | 0                    | 35     | 13     |
| 2018/19               | Turín                 | Serie A               | 37     | 15   | IP            | 2             | 2             | -                    | 0                    | 0                    | 39     | 17     |
| 2019/20               | Turín                 | Serie A               | 36     | 16   | IP            | 2             | 0             | EL                   | 6                    | 6                    | 44     | 22     |
| 2020/21               | Turín                 | Serie A               | 35     | 13   | IP            | 1             | 0             | -                    | 0                    | 0                    | 36     | 13     |
| 2021/22               | Turín                 | Serie A               | 22     | 8    | IP            | 1             | 0             | -                    | 0                    | 0                    | 23     | 8      |
| Celkem za Turín       | Celkem za Turín       | Celkem za Turín       | 232    | 100  | -             | 13            | 7             | -                    | 6                    | 6                    | 251    | 113    |
| 2022/23               | Řím                   | Serie A               | 31     | 0    | IP            | 1             | 1             | EL                   | 14                   | 3                    | 46     | 4      |
| 2023/24               | Řím                   | Serie A               | 14     | 3    | IP            | 2             | 0             | EL                   | 6                    | 3                    | 22     | 6      |
| Celkem za Řím         | Celkem za Řím         | Celkem za Řím         | 45     | 3    | -             | 3             | 1             | -                    | 20                   | 6                    | 68     | 10     |
| 2024                  | Fiorentina            | Serie A               | 15     | 3    | IP            | 2             | 0             | EKL                  | 7                    | 1                    | 24     | 4      |
| 2024/25               | Como                  | Serie A               | ?      | ?    | IP            | ?             | ?             | -                    | 0                    | 0                    | ?      | ?      |
| Celkově               | Celkově               | Celkově               | 393    | 136  | -             | 24            | 8             | -                    | 33                   | 13                   | 450    | 157    |

### Reprezentační

#### Statistika na velkých turnajích
| Reprezentace | Rok     | Zápasy             | Zápasy | Zápasy    | Zápasy           | Zápasy           | Zápasy           |
| Reprezentace | Rok     | Fáze turnaje       | Datum  | Soupeř    | Odehraných minut | Vstřelené branky | Výsledek         |
| ------------ | ------- | ------------------ | ------ | --------- | ---------------- | ---------------- | ---------------- |
| Itálie       | ME 2020 | 1 zápas ve skupině | 11. 6. | Turecko   | 9                | 0                | 3:0              |
| Itálie       | ME 2020 | 3 zápas ve skupině | 20. 6. | Wales     | 90               | 0                | 1:0              |
| Itálie       | ME 2020 | Osmifinále         | 26. 6. | Rakousko  | 36               | 0                | 2:1 v prodl.     |
| Itálie       | ME 2020 | Čtvrtfinále        | 2. 7.  | Belgie    | 16               | 0                | 2:1              |
| Itálie       | ME 2020 | Semifinále         | 6. 7.  | Španělsko | 35               | 0                | 1:1, 4:2 na pen. |
| Itálie       | ME 2020 | Finále             | 11. 7. | Anglie    | 30               | 0                | 1:1, 3:2 na pen. |

#### Reprezentační branky
| Gól | Datum        | Stadion                                               | Soupeř              | Skóre | Výsledek | Soutěž                     |
| --- | ------------ | ----------------------------------------------------- | ------------------- | ----- | -------- | -------------------------- |
| 010 | 9. 10. 2016  | Národní aréna Toše Proeski, Skopje, Makedonie         | Makedonie           | 0:1   | 2:3      | Kvalifikace na MS 2018     |
| 02  | 12. 11. 2016 | Rheinpark Stadion, Vaduz, Lichtenštejnsko             | Lichtenštejnsko     | 0:1   | 0:4      | Kvalifikace na MS 2018     |
| 03  | 12. 11. 2016 | Rheinpark Stadion, Vaduz, Lichtenštejnsko             | Lichtenštejnsko     | 0:4   | 0:4      | Kvalifikace na MS 2018     |
| 04  | 11. 6. 2017  | Stadio Friuli, Udine, Itálie                          | Lichtenštejnsko     | 2:0   | 5:0      | Kvalifikace na MS 2018     |
| 05  | 28. 5. 2018  | Kybunpark, St. Gallen, Švýcarsko                      | Saúdská Arábie      | 2:0   | 2:1      | Přátelské utkání           |
| 06  | 5. 9. 2019   | Stadion republiky Vazgena Sargsjana, Jerevan, Arménie | Arménie             | 1:1   | 1:3      | Kvalifikace na ME 2020     |
| 07  | 15. 10. 2019 | Rheinpark Stadion, Vaduz, Lichtenštejnsko             | Lichtenštejnsko     | 0:2   | 0:5      | Kvalifikace na ME 2020     |
| 08  | 15. 10. 2019 | Rheinpark Stadion, Vaduz, Lichtenštejnsko             | Lichtenštejnsko     | 0:5   | 0:5      | Kvalifikace na ME 2020     |
| 09  | 15. 11. 2019 | Stadion Bilino Polje, Zenica, Bosna a Hercegovina     | Bosna a Hercegovina | 0:3   | 0:3      | Kvalifikace na ME 2020     |
| 010 | 18. 11. 2020 | Stadion Grbavica, Sarajevo, Bosna a Hercegovina       | Bosna a Hercegovina | 0:1   | 0:2      | LN UEFA 2020/2021 – Liga A |
| 011 | 28. 3. 2021  | Národní stadion Vasil Levski, Sofie, Bulharsko        | Bulharsko           | 0:1   | 0:2      | Kvalifikace na MS 2022     |
| 012 | 28. 5. 2021  | Unipol Domus, Cagliari, Itálie                        | San Marino          | 4:0   | 7:0      | Přátelské utkání           |

## Úspěchy

### Klubové

#### Národní
- vítěz 2. italské ligy (1x)

Palermo: 2013/14

### Reprezentační
- 1× na ME (2020 – zlato)
- 1× na ME U21 (2015)

### Vyznamenání
Řád zásluh o Italskou republiku (16. 7. 2021) z podnětu Prezidenta Itálie